# Carlena Beard
Carlena Beard (19 de marzo de 1929 – 23 de febrero de 1972) fue una actriz infantil de nacionalidad estadounidense, conocida por hacer diferentes pequeños papeles entre 1930 y 1935 en la serie de cortometrajes de La Pandilla. 

## Biografía
Nacida en Los Ángeles, California, su hermano mayor era el también actor infantil Matthew "Stymie" Beard, uno de los más populares integrantes de La Pandilla. Gracias al éxito de Matthew en La Pandilla, se abrieron las puertas de la serie para sus hermanos. Carlena Beard actuó como hermana menor de Stymie en Shiver My Timbers y For Pete's Sake!.
Tras dejar La Pandilla, Beard se hizo bailarina, viajando durante varios años como ayudante personal del músico Lionel Hampton.
Carlena Beard falleció en 1972 en Los Ángeles, California.